# IMovie
iMovie ist ein nicht-lineares Videoschnittprogramm für die Betriebssysteme macOS, iOS und iPadOS der Firma Apple.

## Geschichte
Eingeführt wurde iMovie im Jahr 1997 als eine Anwendung für klassische Mac OS 8. Ab 1999 lag es einem neuerworbenen iMac DV bei, der eine FireWire-Schnittstelle hatte. Version 3.x lief ausschließlich unter Mac OS X (heute macOS). Seit iOS 4 sind funktional reduzierte Versionen von iMovie auch für iPhone und iPad erhältlich. Mit dem iPhone 4 kam auch eine iPhone-Version des Programms in den App Store. Mit Einführung des iPad 2 wurde auch dafür eine Version veröffentlicht.
Das Schnittprogramm iMovie ist Teil des sogenannten iLife-Pakets, welches außerdem die Programme iPhoto, iDVD, iWeb und GarageBand enthält und bei jedem Mac mitgeliefert wird. Als Apple den Mac App Store einführte, wurde iMovie ab der Version 9 (iMovie ’11) online auch einzeln verkauft.
Im Oktober 2013 wurde angekündigt, dass iMovie fortan kostenlos aktualisierbar sein werde. Auf iOS-Geräten, die nach dem 1. September 2013 erworben wurden, ist eine kostenlose Installation möglich.

## Funktionen
Seit der Programmversion 5 (Januar 2005) können mit dem Programm Videofilme im High-Definition-Format geschnitten werden, weswegen es zeitweilig als „iMovie HD“ bezeichnet wurde. Mit Einführung der neu entwickelten Programmversion 7 im August 2007 (iLife ’08) wurde dieser Namenszusatz wieder weggelassen.

iMovie stellt Videoeffekte, wie beispielsweise zur Verfremdung des Bildes, zur Verfügung. Genauere Bildkorrekturen sind durch Drittanbieter-Plugins möglich. Außerdem beinhaltet das Programm viele vorgefertigte Übergangs- und Titeleffekte. Ein für Hobbyfilmer wesentliches Merkmal ist die Möglichkeit, verwackelte Videoaufnahmen nachträglich zu stabilisieren, was mit einem gewissen Beschnitt des Bildes einhergeht.

Screenshot der iMovie-Version 10.0.4

Ab Version 9 (iMovie ’11) ist zusätzlich zu den thematisch gestalteten Übergangseffekten auch eine Funktion zur Anwendung vorgestalteter Kinofilm-Trailer nach Hollywood-Klischee, samt Fantasie-Studiotrailern, Bewegungseffekten und orchestralen Filmmusikstücken eingebaut worden.
Das Programm bietet eine vereinfachte Form des Arbeitens mit der Greenscreen-Technik (iMovie ’09 und ’11), wobei jedoch keine manuelle Anpassung des Grün-Schwellenwertes wie etwa bei fortgeschrittenen Videoschnitt- und Effektprogrammen möglich ist. In iMovie ’11 wurde ersatzweise die Option eingebaut, das letzte Bild eines Greenscreen-Clips als Referenz zur automatischen Anpassung zu verwenden.